# 尼古拉·米哈伊洛维奇·沃尔科夫
尼古拉·米哈伊洛维奇·沃尔科夫（羅馬化：Nikolay Mikhaylovich Volkov；1951年12月19日—）是俄罗斯政治人物，曾于1991年至2010年间担任第一任犹太自治州州长。他也曾于1993年至2000年和2010年至2015年间两度担任犹太自治州联邦委员会议员。